# Нідерланди на зимових Олімпійських іграх 2018
Нідерланди на зимових Олімпійських іграх 2018, що проходили з 9 по 25 лютого 2018 у Пхьончхані (Південна Корея), була представлена 33 спортсменами в 4 видах спорту.

## Медалісти
| Медалі | Спортсмени                                                      | Вид спорту          | Дисципліна                | Дата      |
| ------ | --------------------------------------------------------------- | ------------------- | ------------------------- | --------- |
| Золото | Карлейн Ахтеректе                                               | Ковзанярський спорт | 3000 м (жінки)            | 10 лютого |
| Золото | Свен Крамер                                                     | Ковзанярський спорт | 5000 м (чоловіки)         | 11 лютого |
| Золото | Ірен Вюст                                                       | Ковзанярський спорт | 1500 м (жінки)            | 12 лютого |
| Золото | К'єлд Нойс                                                      | Ковзанярський спорт | 1500 м (чоловіки)         | 13 лютого |
| Золото | Йорін тер Морс                                                  | Ковзанярський спорт | 1000 м (жінки)            | 14 лютого |
| Золото | Есме Віссер                                                     | Ковзанярський спорт | 5000 м (жінки)            | 16 лютого |
| Золото | Сюзанне Схюлтінг                                                | Шорт-трек           | 1000 метрів (жінки)       | 23 лютого |
| Золото | К'єлд Нойс                                                      | Ковзанярський спорт | 1000 м (чоловіки)         | 23 лютого |
| Срібло | Ірен Вюст                                                       | Ковзанярський спорт | 3000 м (жінки)            | 10 лютого |
| Срібло | Шинкі Кнехт                                                     | Шорт-трек           | 1500 м (чоловіки)         | 10 лютого |
| Срібло | Патрік Руст                                                     | Ковзанярський спорт | 1500 м (чоловіки)         | 13 лютого |
| Срібло | Яра ван Керкгоф                                                 | Шорт-трек           | 500 метрів (жінки)        | 13 лютого |
| Срібло | Йорріт Бергсма                                                  | Ковзанярський спорт | 10000 м (чоловіки)        | 15 лютого |
| Срібло | Антуанетте де Йонг Марріт Ленстра Ірен Вюст Лотте ван Бек       | Ковзанярський спорт | командна гонка (жінки)    | 21 лютого |
| Бронза | Антуанетте де Йонг                                              | Ковзанярський спорт | 3000 м (жінки)            | 10 лютого |
| Бронза | Марріт Ленстра                                                  | Ковзанярський спорт | 1500 м (жінки)            | 12 лютого |
| Бронза | Сюзанне Схюлтінг Яра ван Керкгоф Лара ван Рюйвен Йорін тер Морс | Шорт-трек           | естафета (жінки)          | 20 лютого |
| Бронза | Патрік Руст Ян Блокгюйсен Свен Крамер Кун Вервей                | Ковзанярський спорт | командна гонка (чоловіки) | 21 лютого |
| Бронза | Ірене Схаутен                                                   | Ковзанярський спорт | мас-старт (жінки)         | 24 лютого |
| Бронза | Кун Вервей                                                      | Ковзанярський спорт | мас-старт (чоловіки)      | 24 лютого |

## Спортсмени
| Вид спорту          | Чоловіки | Жінки | Всього |
| ------------------- | -------- | ----- | ------ |
| Ковзанярський спорт | 10       | 10    | 20     |
| Шорт-трек           | 5        | 5     | 10     |
| Усього              | 15       | 14*   | 29     |

- Йорін тер Морс брала участь у змаганнях з двох видів спорту[3]
- Ріанне де Вріс була заявлена для участі в жіночій естафеті, але тренер не випустив її на лід в забігу групи В і тому воне не отримала бронзову медаль[4][5].